# Université Ben-Gourion du Néguev
Pour les articles homonymes, voir BGU.
L'université Ben-Gourion du Néguev  (אוניברסיטת בן גוריון בנגב ; en anglais, Ben-Gurion University ou BGU) est une université publique implantée à Beer-Sheva dans le sud d'Israël.

## Histoire
L'université Ben-Gourion du Néguev a été fondée en 1969, à Beer-Sheva dans le Néguev en Israël. Elle s'appelait à l'origine « Université du Néguev », mais a été renommée en novembre 1973, à la mort de David Ben Gourion, premier chef d'Israël. Celui-ci pensait que l'avenir d'Israël se jouerait dans le développement du Sud. En hommage à la vision de Ben Gourion, le campus de l'université abrite à Midreshet Ben-Gurion, près du kibboutz Sdé Boker, un centre de recherches spécialisé dans l'étude des aspects historiques et politiques de la vie et de l'époque de David Ben Gourion.

## Campus, facultés, écoles et instituts de recherche

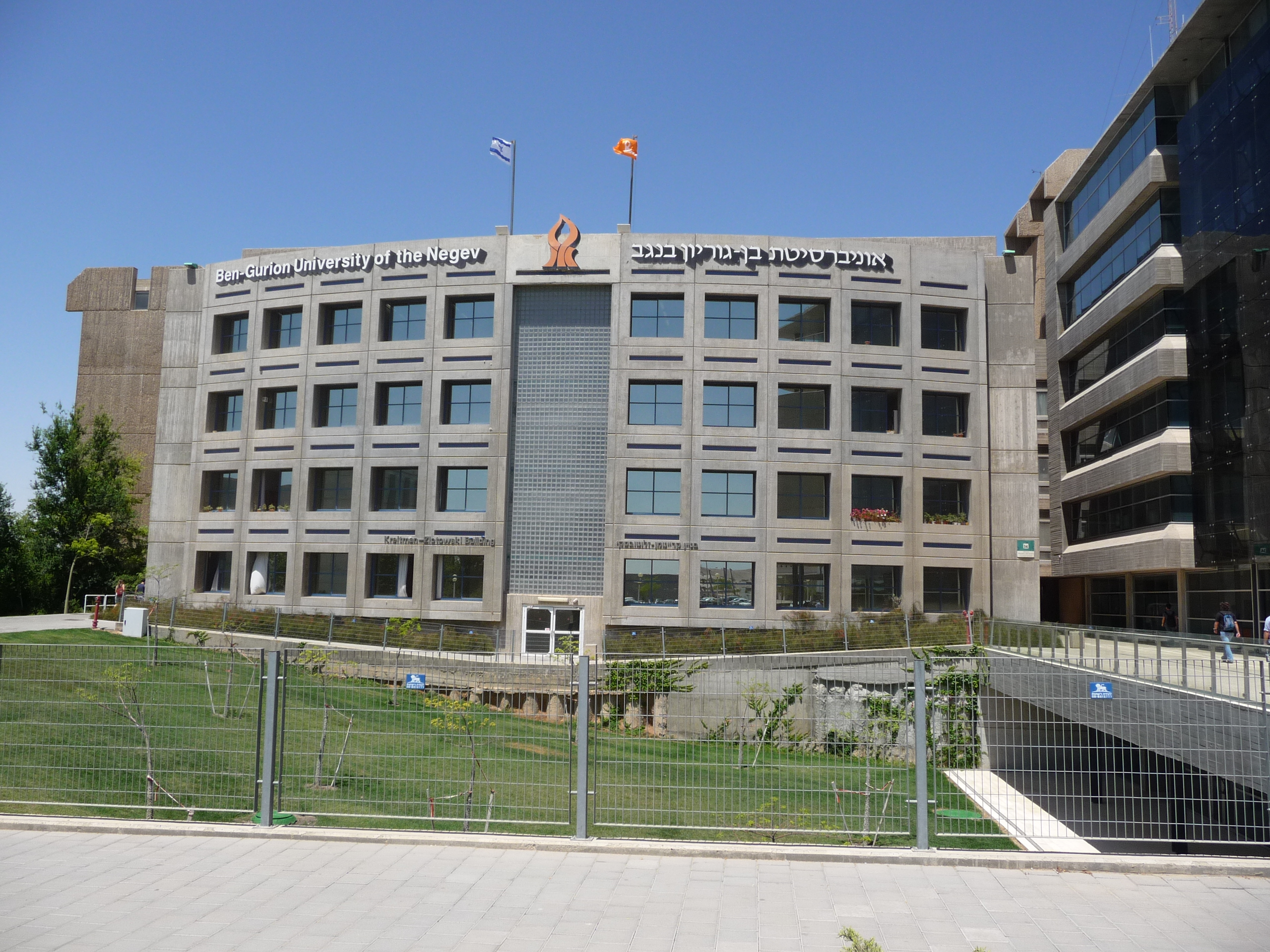
Bâtiment Kreitman-Zlotovski.

L'université Ben-Gourion du Néguev a cinq campus : le campus de la famille Marcus, le campus David-Bergmann, le campus David-Tuviyahu, le campus Sede-Boqer et le campus d'Eilat.
L'université Ben-Gurion a cinq facultés avec 51 départements et unités de recherches, notamment les facultés des sciences de l'ingénieur, des sciences de la santé, des sciences naturelles, des lettres et sciences humaines, et la faculté Guilford Glazer de commerce et de management.
L’université a six écoles : l'école des études supérieures Kreitman, l'école d'études médicales Joyce et Irving Goldman, l'école des professions de la santé communautaire Mathilda et Leon Recanati, l'école de pharmacie, l'école des sciences de laboratoire médical et l'école de formation médicale continue.
L’université Ben Gourion a huit instituts de recherche : l'institut Jacob Blaustein pour la recherche sur le désert, l'institut Ilse Katz pour la science des nanotechnologies, l'institut Ben Gourion de recherche sur l'étude d'Israël et du sionisme et l'institut Heksherim de recherche juive et d'étude de la littérature et de la culture israélienne.

## Centres de recherche interdisciplinaires
Il y a 61 centres de recherche interdisciplinaires à l'université Ben-Gourion, notamment : le centre international Daniel Abraham  pour la santé et la nutrition, le centre d'études bédouines et de développement Robert H. Arnow, le centre national de l'énergie solaire Ben Gourion, le centre international pour la pensée juive Goldstein-Goren, le centre d'études sur l'Holocauste Esther et Sidney Rabb, le centre Edmond J. Safra pour la conception et l'ingénierie des biopolymères fonctionnels, le centre d'ingénierie des macromolécules méso-échelle Reimund Stadler Minerva et le centre de neurosciences Zlotowski.

## Programmes internationaux
Dix programmes internationaux sont disponibles à l'université Ben-Gourion : l'école internationale Albert Katz des études du désert, la faculté de médecine pour la santé internationale, le programme pour étudiants étrangers Ginsburg-Ingerman, le programme international d'études en Israël, le programme de maîtrise en arts du Moyen-Orient et le programme de spécialisation MBA.